# 愛知県道420号和地福江港線
愛知県道420号和地福江港線（あいちけんどう420ごう わじふくえこうせん）は、愛知県田原市内を通る一般県道である。

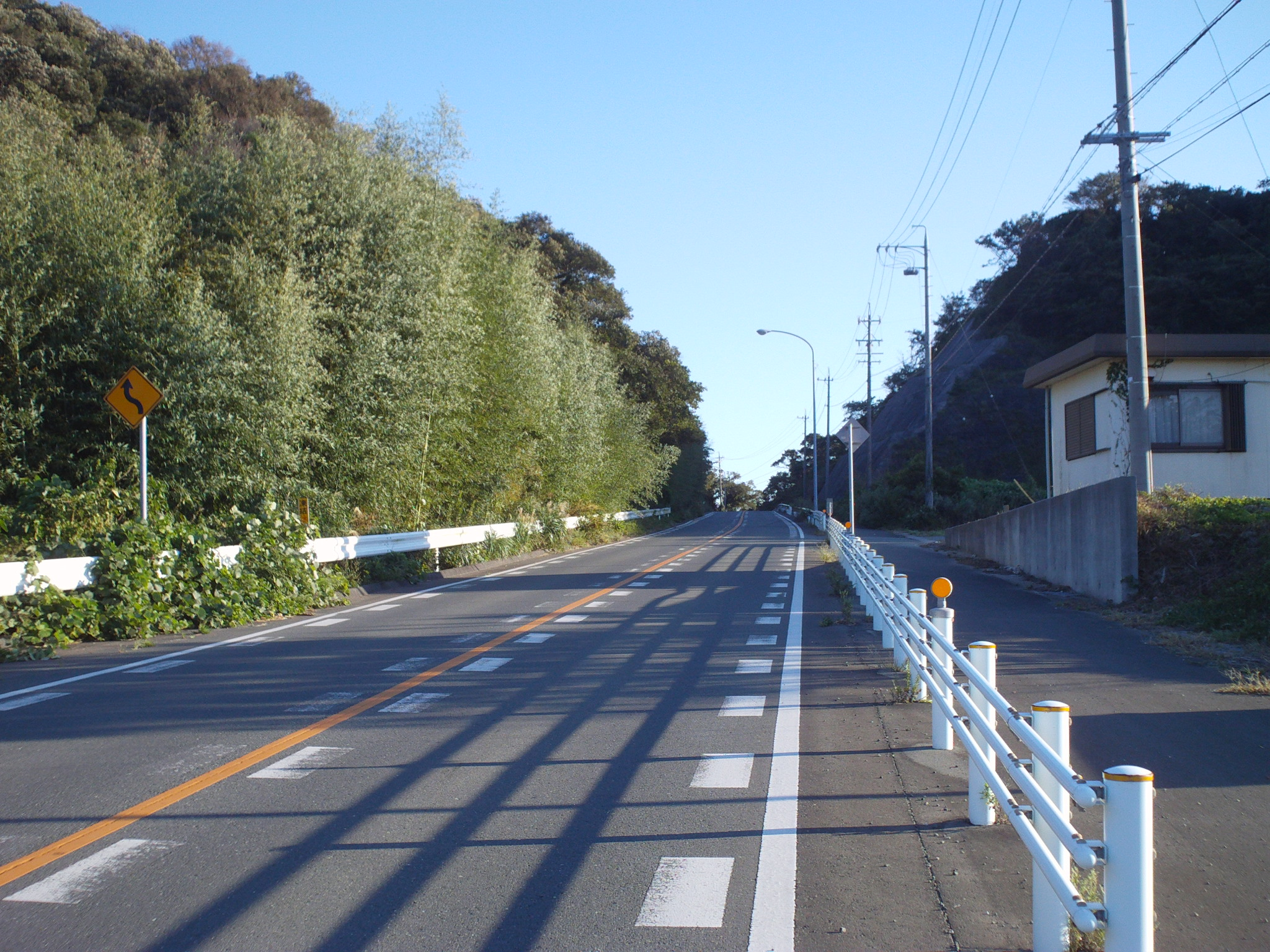
国道259号から国道42号間の切通し（2011年9月）

## 概要

### 路線データ
- 起点：愛知県田原市和地町（国道42号交点）
- 終点：愛知県田原市古田町（福江港）

## 沿革
- 1959年12月15日 認定

## 接続する道路
- 国道42号（表浜街道）（和地交差点）
- 国道259号（田原街道）（高田交差点）

## 沿線
- 渥美花の村グルフ倶楽部
- 渥美資源化センター
- 愛知県立福江高等学校
- 田原市役所支所
- 福江港